# Sijara Eubanks
Sijara Eubanks (Springfield, 27 de abril de 1985) é uma lutadora de artes marciais mistas estadunidense, que atualmente compete na categoria peso-mosca feminino do Ultimate Fighting Championship.

## Carreira no MMA

### Início de carreira
Eubanks começou sua carreira no MMA em competições na International Brazilian Jiu-Jitsu Federation (IBJJF). Depois de um cartel invicto no MMA amador, ela se tornou profissional em abril de 2015.

### Invicta FC
Eubanks fez sua estreia no MMA profissional em 24 de abril de 2015, contra Gina Begley, no Invicta FC 12. Ela ganhou a luta por TKO no primeiro round.
Em sua segunda luta pela promoção, Eubanks enfrentou AmberLynn Orr, em 29 de julho de 2016, no Invicta FC 18. Ela ganhou a luta por TKO no primeiro round.
Em sua terceira luta pela organização, Eubanks enfrentou Aspen Ladd, em 14 de janeiro de 2017, no Invicta FC 21. Ela perdeu a luta por decisão unânime, formando um cartel de 2-1 no Invicta FC, antes de se juntar ao The Ultimate Fighter.

### The Ultimate Fighter
Em agosto de 2017, foi anunciado que Eubanks seria uma das lutadoras que participariam do The Ultimate Fighter 26, onde a vencedora seria a primeira campeã peso-mosca-feminino do UFC.
Na luta preliminar, Eubanks derrotou Maia Stevenson por finalização no segundo round, passando para a próxima etapa da competição. Nas quartas de final, Eubanks enfrentou DeAnna Bennett, e ganhou a luta por nocaute no primeiro round. Nas semifinais, Eubanks enfrentou Roxanne Modafferi. Ela ganhou a luta por decisão unânime após três rounds.

### Ultimate Fighting Championship
Eubanks enfrentaria Nicco Montaño, em 1 de dezembro de 2017, no The Ultimate Fighter 26 Finale, pelo Cinturão Peso-Mosca-Feminino Inaugural do UFC. Ela foi retirada da luta por insuficiência renal ao tentar bater o peso, e foi substituída por Roxanne Modafferi.

## Cartel no MMA
| Cartel no MMA   |            |            |
| 13 lutas        | 7 vitórias | 6 derrotas |
| Por nocaute     | 3          | 0          |
| Por finalização | 0          | 0          |
| Por decisão     | 4          | 6          |
| No contest      | 0          | 0          |

| Res.    | Cartel | Oponente          | Método                                | Evento                                  | Data       | Round | Tempo | Local                     | Notas                    |
| ------- | ------ | ----------------- | ------------------------------------- | --------------------------------------- | ---------- | ----- | ----- | ------------------------- | ------------------------ |
| Derrota | 7-7    | Melissa Gatto     | Nocaute Técnico (chute no corpo)      | UFC Fight Night: Lewis vs. Daukaus      | 18/12/2021 | 3     | 0:45  | Las Vegas, Nevada         | Sijara não bateu o peso. |
| Vitória | 7-6    | Elise Reed        | Nocaute Técnico (socos)               | UFC on ESPN: Sandhagen vs. Dillashaw    | 24/07/2021 | 1     | 3:49  | Las Vegas, Nevada         | Luta nos Moscas.         |
| Derrota | 6-6    | Pannie Kianzad    | Decisão (unânime)                     | UFC Fight Night: Thompson vs. Neal      | 19/12/2020 | 3     | 5:00  | Las Vegas, Nevada         |                          |
| Derrota | 6-5    | Ketlen Vieira     | Decisão (unânime)                     | UFC 253: Adesanya vs. Costa             | 26/09/2020 | 3     | 5:00  | Abu Dhabi                 |                          |
| Vitória | 6-4    | Julia Avila       | Decisão (unânime)                     | UFC Fight Night: Waterson vs. Hill      | 12/09/2020 | 3     | 5:00  | Las Vegas, Nevada         |                          |
| Vitória | 5-4    | Sarah Moras       | Decisão (unânime)                     | UFC Fight Night: Smith vs. Teixeira     | 13/05/2020 | 3     | 5:00  | Jacksonville, Flórida     |                          |
| Derrota | 4-4    | Bethe Correia     | Decisão (unânime)                     | UFC Fight Night: Rodríguez vs. Stephens | 21/09/2019 | 3     | 5:00  | Cidade do México          |                          |
| Derrota | 4-3    | Aspen Ladd        | Decisão (unânime)                     | UFC Fight Night: dos Anjos vs. Lee      | 18/05/2019 | 3     | 5:00  | Rochester                 | Luta da Noite.           |
| Vitória | 4-2    | Roxanne Modafferi | Decisão (unânime)                     | UFC 230: Cormier vs. Lewis              | 03/11/2018 | 3     | 5:00  | Nova Iorque, Nova Iorque  |                          |
| Vitória | 3-2    | Lauren Murphy     | Decisão (unânime)                     | UFC Fight Night: Rivera vs. Moraes      | 01/06/2018 | 3     | 5:00  | Utica, Nova Iorque        | Estreia no UFC.          |
| Derrota | 2-2    | Aspen Ladd        | Decisão (unânime)                     | Invicta FC 21: Anderson vs. Tweet       | 14/01/2017 | 3     | 5:00  | Kansas City, Missouri     |                          |
| Vitória | 2-1    | AmberLynn Orr     | Nocaute Técnico (socos e cotoveladas) | Invicta FC 18: Grasso vs. Esquibel      | 29/07/2016 | 1     | 4:41  | Kansas City, Missouri     | Voltou aos Galos.        |
| Derrota | 1-1    | Katlyn Chookagian | Decisão (unânime)                     | Cage Fury Fighting Championships 52     | 31/10/2015 | 3     | 5:00  | Atlantic City, New Jersey | Estreia nos Moscas.      |
| Vitória | 1-0    | Gina Begley       | Nocaute Técnico (socos)               | Invicta FC 12: Kankaanpää vs. Souza     | 24/04/2015 | 1     | 4:59  | Kansas City, Missouri     | Estreia nos Galos.       |

### Cartel noTUF 26
| Res.    | Cartel | Oponente          | Método                    | Evento                                     | Data                  | Round | Tempo | Local             | Notas            |
| ------- | ------ | ----------------- | ------------------------- | ------------------------------------------ | --------------------- | ----- | ----- | ----------------- | ---------------- |
| Vitória | 3-0    | Roxanne Modafferi | Decisão (unânime)         | The Ultimate Fighter: A New World Champion | 29/11/2017 (exibição) | 3     | 5:00  | Las Vegas, Nevada | Semifinal        |
| Vitória | 2-0    | DeAnna Bennett    | Nocaute (chute na cabeça) | The Ultimate Fighter: A New World Champion | 08/11/2017 (exibição) | 1     |       | Las Vegas, Nevada | Quartas de Final |
| Vitória | 1-0    | Maia Stevenson    | Finalização (kimura)      | The Ultimate Fighter: A New World Champion | 27/09/2017 (exibição) | 2     |       | Las Vegas, Nevada | Luta Preliminar  |